# Boulevard Saint-Germain
Der Boulevard Saint-Germain [bulvaʁ sɛ̃ ʒɛʁmɛ̃] erstreckt sich über das 5., 6. und 7. Arrondissement von Paris. Die in Ost-West-Richtung verlaufende Straße ist der längste Boulevard der Stadt. Sie ist hauptsächlich eine Einkaufsmeile mit Boutiquen, Buchläden und berühmten Cafés.

## Lage
Der Boulevard liegt auf der Rive Gauche, dem südlich der Seine gelegenen Teil der Stadt, und führt u. a. durch das Quartier Latin, wo er mit dem kreuzenden Boulevard Saint-Michel eine der Hauptverkehrsadern ist. Er beginnt an der Seine gegenüber der Île Saint-Louis, am Quai Saint-Bernard im 5. Arrondissement, das er am Fuß der Montagne Sainte-Geneviève durchquert. Weiter verläuft er durch das 6. Arrondissement und trifft beim Quai d’Orsay im 7. Arrondissement wieder auf den Fluss.
Über weite Strecken ist der Boulevard Saint-Germain mit Anlagen der Métro untertunnelt. Unter dem östlichen Abschnitt verläuft deren Linie 10 mit den unterirdischen Stationen Maubert-Mutualité, Cluny-La Sorbonne und Odéon. Am Umsteigebahnhof Odéon hat auch die Linie 4 eine Haltestelle und folgt dem Boulevard von dort bis zur Station Saint-Germain-des-Prés. Der Westabschnitt des Boulevards Saint-Germain liegt über dem Tunnel der Linie 12 und beherbergt die U-Bahnhöfe Solférino und Assemblée nationale. Unmittelbar am Boulevard befinden sich zudem die Stationen Mabillon (Linie 10) und Rue du Bac (Linie 12).

## Name
Den Namen gibt der Stadtteil Faubourg Saint-Germain, den der Boulevard durchquert. Er bezieht sich auf den Bischof Germanus von Paris (496–576), dem die nahe Abtei Saint-Germain-des-Prés geweiht ist.

## Entstehungsgeschichte
Unter dem Stadtbaumeister und Präfekten Georges-Eugène Haussmann konzentrierte sich der Pariser Straßenbau zunächst auf die Bezirke nördlich der Seine (Rive Droite). Dort entstand auch die Fortsetzung der Nord-Süd-Achse, die man Boulevard Saint-Michel nannte. Am 11. August 1855 wurden die neuen Straßenbauprojekte für die Rive Gauche verabschiedet. Hierzu gehörte auch der neue Boulevard Saint-Germain, der zunächst vom Quai de la Tournelle bis zum Boulevard Saint-Michel führen sollte. Letzterer hieß bei seiner Eröffnung 1855 noch Boulevard de Sébastopol-Rive-Gauche und erhielt erst am 26. Februar 1867 seinen heutigen Namen. Durch Dekret vom 28. Juli 1866 wurde mit den Arbeiten für das westliche Teilstück des Boulevard Saint-Germain – vom Boulevard Saint-Michel zum Quai Anatole France – begonnen. Hierfür mussten zahlreiche Häuser weichen, weswegen sich Haussmann als „Abrisskünstler“ bezeichnete. Dadurch verzögerte sich die Fertigstellung des Boulevard Saint-Germain bis zum Jahr 1877. Die Baugenehmigung für den unter dem Boulevard verlaufenden Abschnitt der Métrolinie 4 wurde im April 1905 erteilt, dessen Eröffnung erfolgte am 9. Januar 1910.

## Bauwerke
Ältestes Gebäude am Boulevard Saint-Germain und gleichzeitig älteste Kirche von Paris ist die Abtei Saint-Germain-des-Prés. Im Haus Nr. 34 befindet sich der Hauptsitz des weltweit bekannten Parfümherstellers Diptyque. Das am 17. Januar 1864 im Haus Nr. 71 gegründete Théâtre de Cluny wurde 1989 geschlossen und abgerissen. Südlich des Boulevard Saint-Germain, in Höhe der Métrohaltestelle Cluny – La Sorbonne, liegen hinter dem im Jahr 2000 eröffneten sogenannten mittelalterlichen Garten (Jardin médiéval) die Überreste der Cluny-Thermen (Thermes de Cluny), die zu den ältesten teilweise erhalten gebliebenen Bauwerken von Paris gehören, sowie das ehemalige Hôtel de Cluny, das das mit mittelalterlichen Exponaten ausgestattete Musée national du Moyen Âge beherbergt.
Drei der weltweit berühmtesten Literaten-Cafés liegen am Boulevard nahe beieinander: das Les Deux Magots an der Place Saint-Germain-des-Prés (errichtet 1875), das Café de Flore im Haus Nr. 172 (1865) sowie die schräg gegenüber liegende Brasserie Lipp im Haus Nr. 151 (1880 durch den Elsässer Léonard Lipp gegründet; dort waren u. a. Madonna und François Mitterrand zu Gast). In den Cafés Les Deux Magots und dem Café de Flore begründete sich die Existentialismus-Bewegung um Jean-Paul Sartre und Simone de Beauvoir. Zahlreiche Verlagshäuser und Buchläden haben sich im Intellektuellenviertel des Quartier Latin angesiedelt. Ältestes Café von Paris soll das Le Procope (1686) sein, das in einer Seitenstraße des Boulevard Saint-Germain liegt.
Das Haus Nr. 184 des Boulevards beherbergt seit 1878 mit der Société de Géographie die weltweit älteste geografische Gesellschaft. Sie wurde im Jahr 1821 von bedeutenden Wissenschaftlern wie Alexander von Humboldt, François-René de Chateaubriand, Jules Dumont d’Urville und Jean-François Champollion gegründet. Der Eingang fällt durch zwei große Karyatiden auf, die das Land und das Meer darstellen sollen.

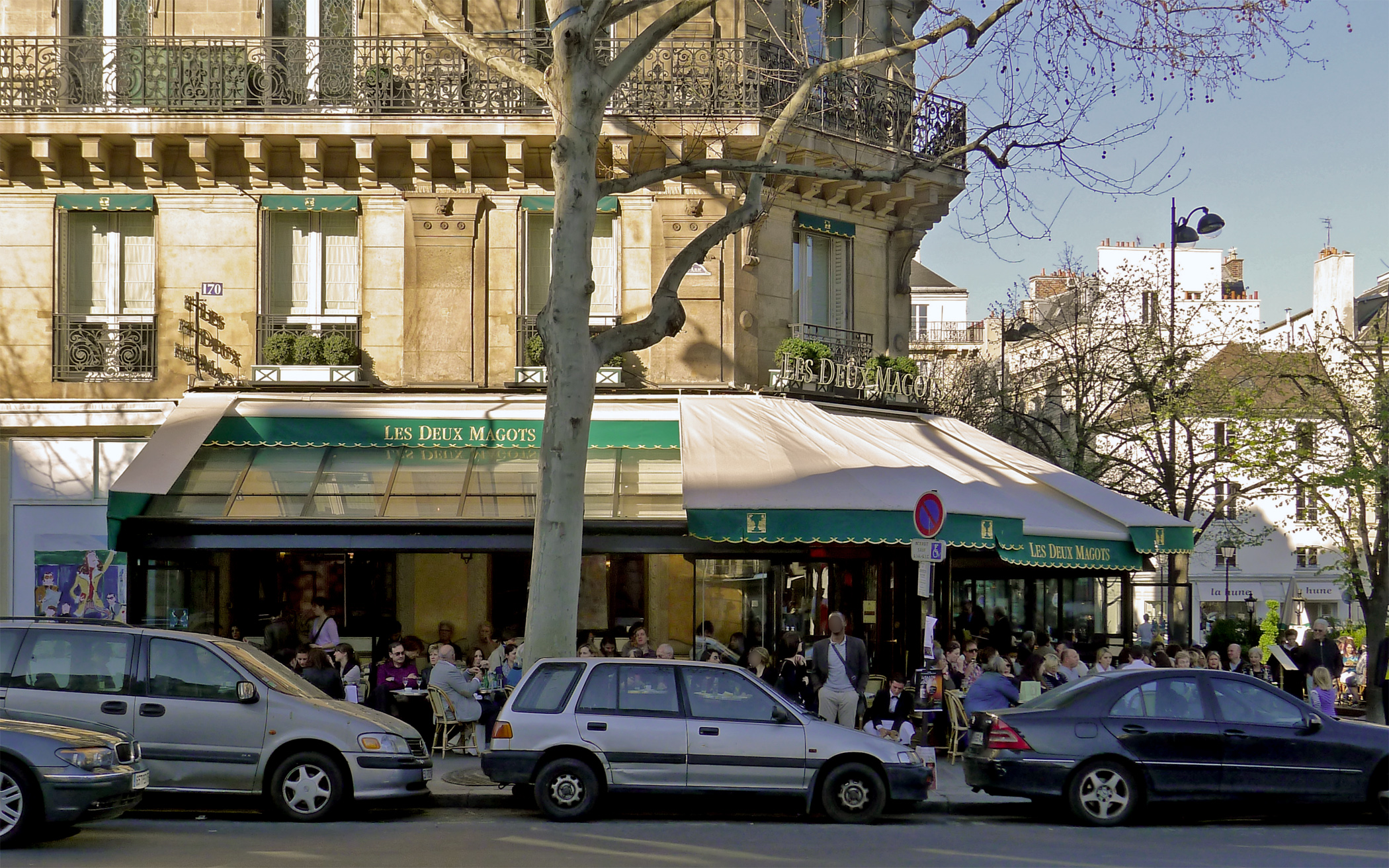
Les Deux Magots
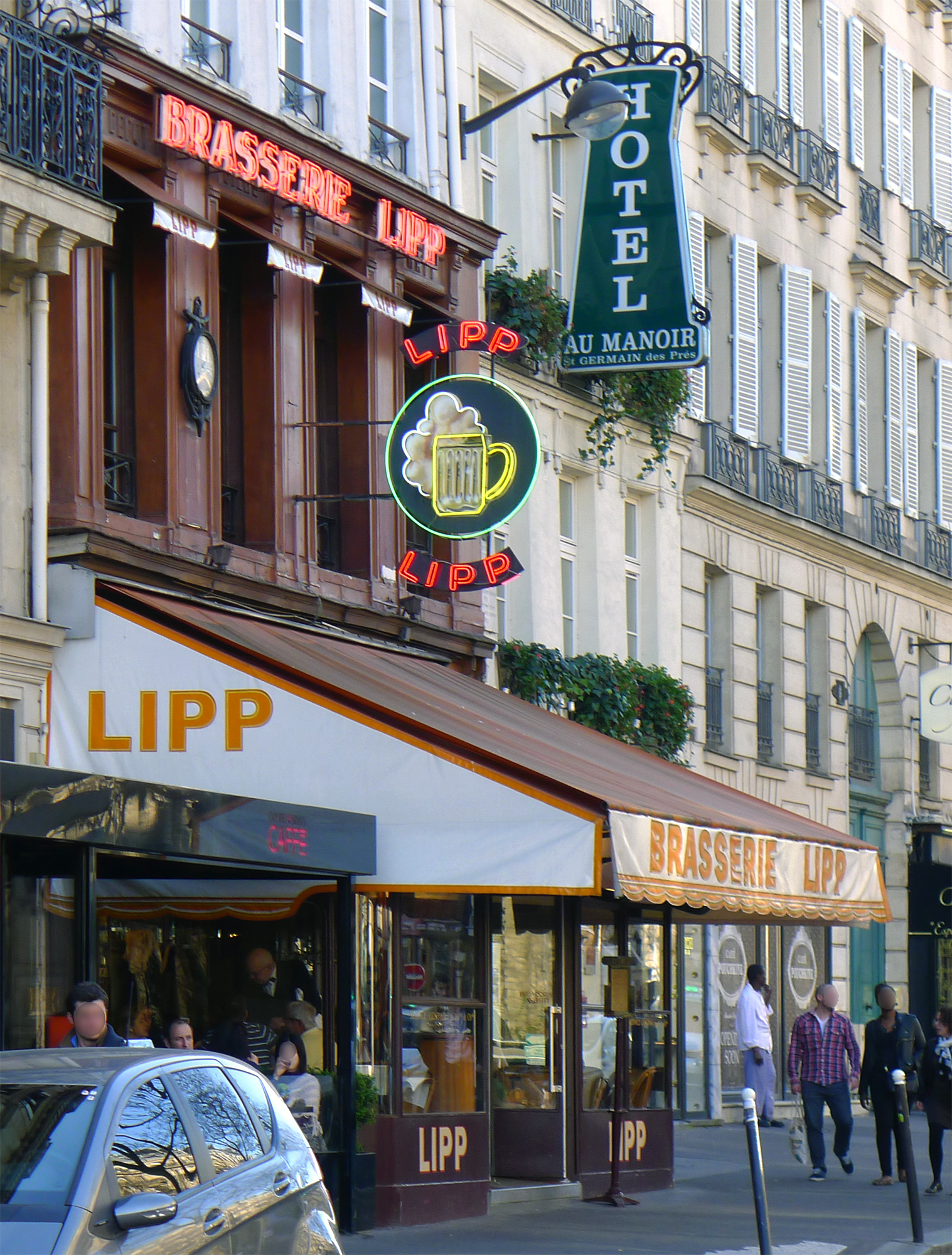
Brasserie Lipp
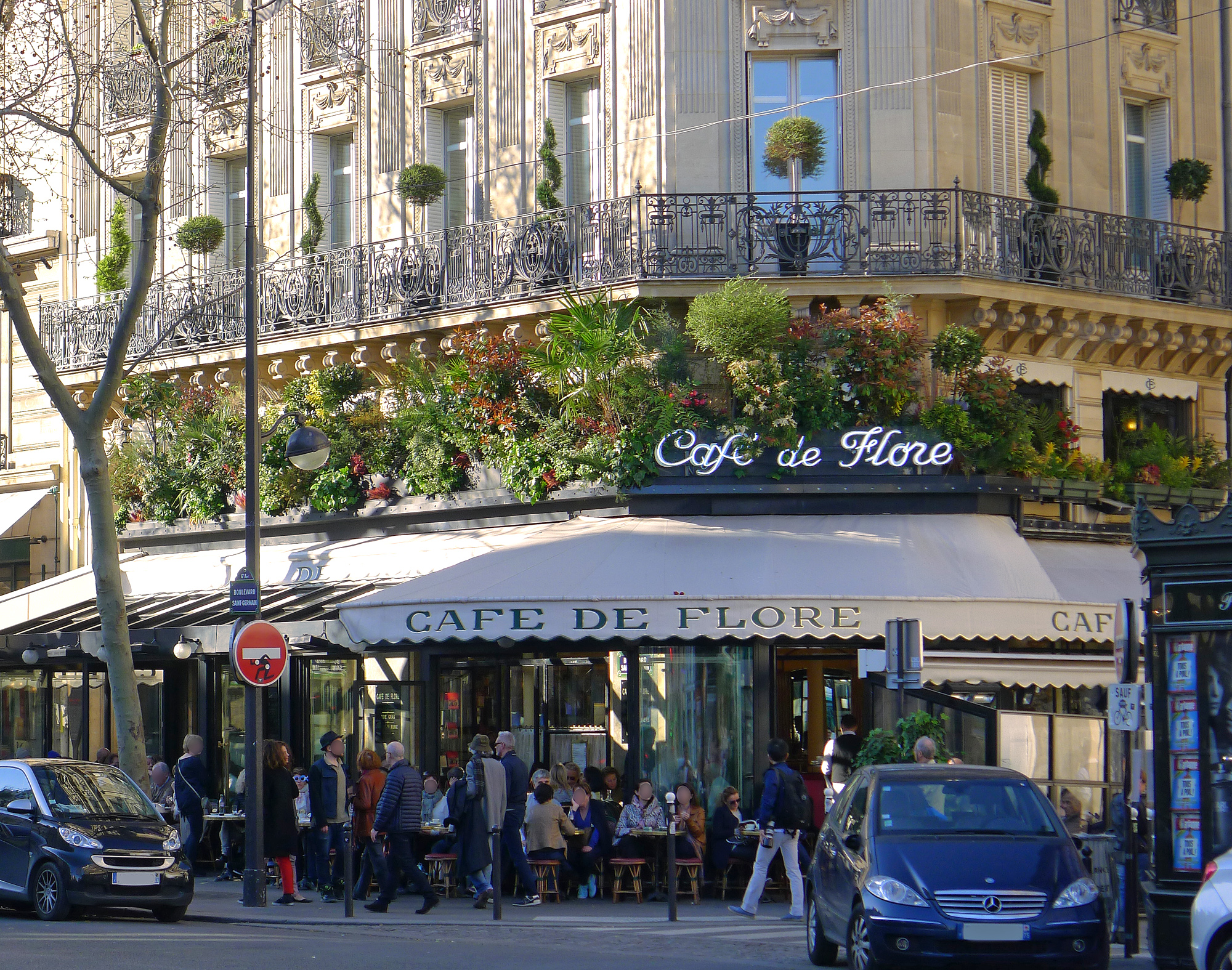
Café de Flore

## Bemerkenswerte Gebäude
- Haus Nr. 7bis: Ein schmales Gebäude in Anlehnung an die ehemalige Stadtmauer Enceinte de Philippe Auguste
- Haus Nr. 37: Dort lebten der Schriftsteller André Pieyre de Mandiargues, der Fotograf Henri Cartier-Bresson und die Malerin Leonor Fini[4]
- Haus Nr. 57: Gebäude an der Stelle mehrerer alter Häuser, von denen eines das Geburtshaus des Schriftstellers Alfred de Musset war
- Haus Nr. 79: Buchhandlung Hachette, gegründet 1826 von Louis Hachette, wo 1994 eine Bank einzog. An der Wand der Buchhandlung befand sich eine Tafel, die an das Hôtel d’Aligre erinnert, wo Charles Baudelaire 1821 geboren wurde.[5]
- Haus Nr. 85: Ehemals Université René Descartes, dient das Gebäude heute als Sitz des Präsidenten und der Verwaltung der Université Paris Cité.[6]
- Im Haus Nr. 90 starb am 3. August 1898 der Architekt Charles Garnier
- Vor dem Haus Nr. 97, auf dem Areal der Place Henri-Mondor, zwischen den Eingängen der Metrostation Odéon, steht ein Denkmal zu Ehren Dantons, einer der führenden Figuren der Französischen Revolution.
- Haus Nr. 104: Hier lebte der Arzt Arnold Netter
- Haus Nr. 117, Ecke Rue Grégoire-de-Tours: Gebäude, das 1877–1879 von Charles Garnier für den Cercle de la librairie, einen Berufsverband des Buchhandels, erbaut wurde. Das Gebäude an der Rue Grégoire-de-Tours wurde Ende des 19. Jahrhunderts erweitert. Heute beherbergt die Nr. 117 die Schule für Journalismus und eine Zweigstelle der Sciences Po.

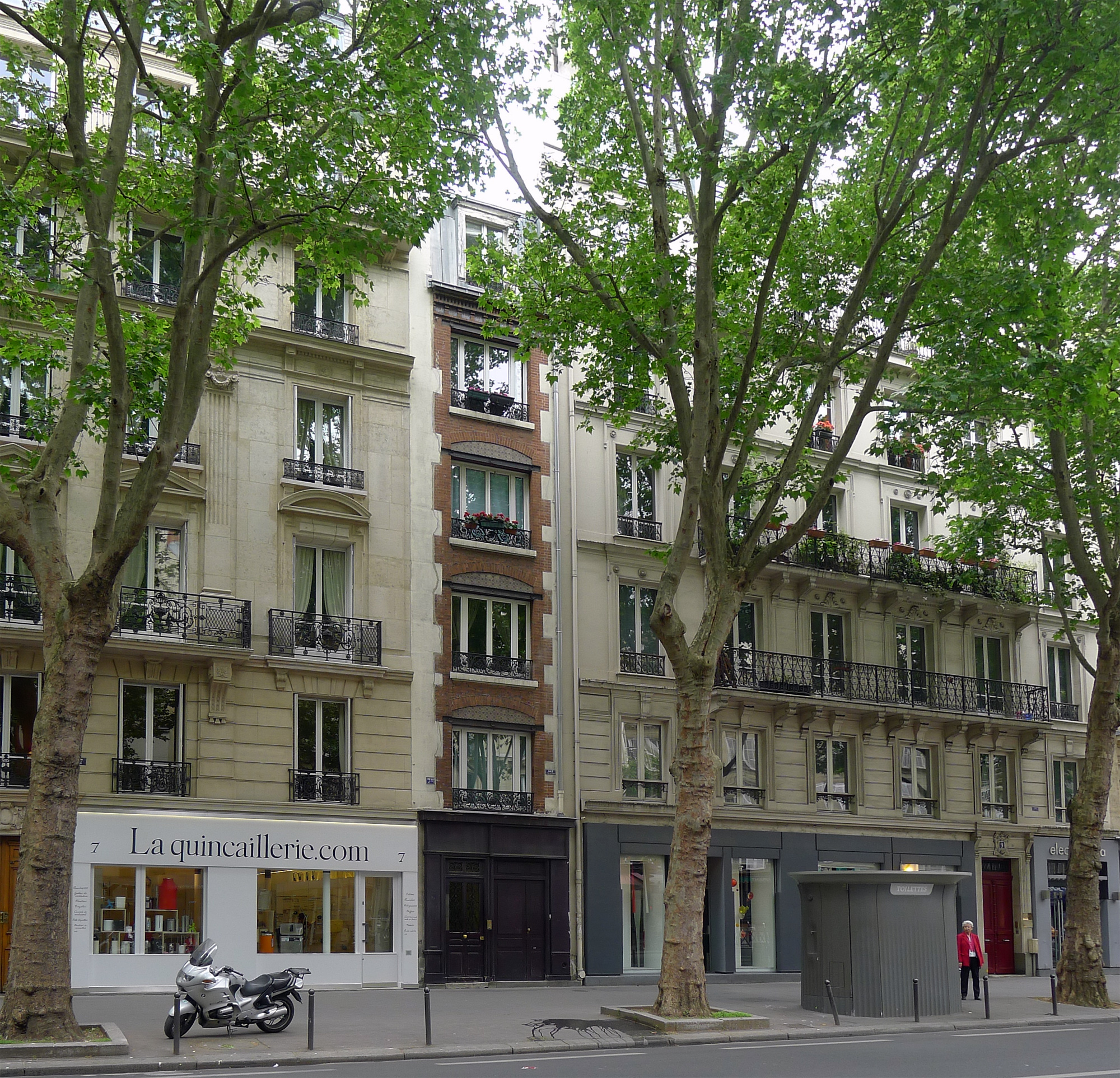
Haus Nr. 7bis
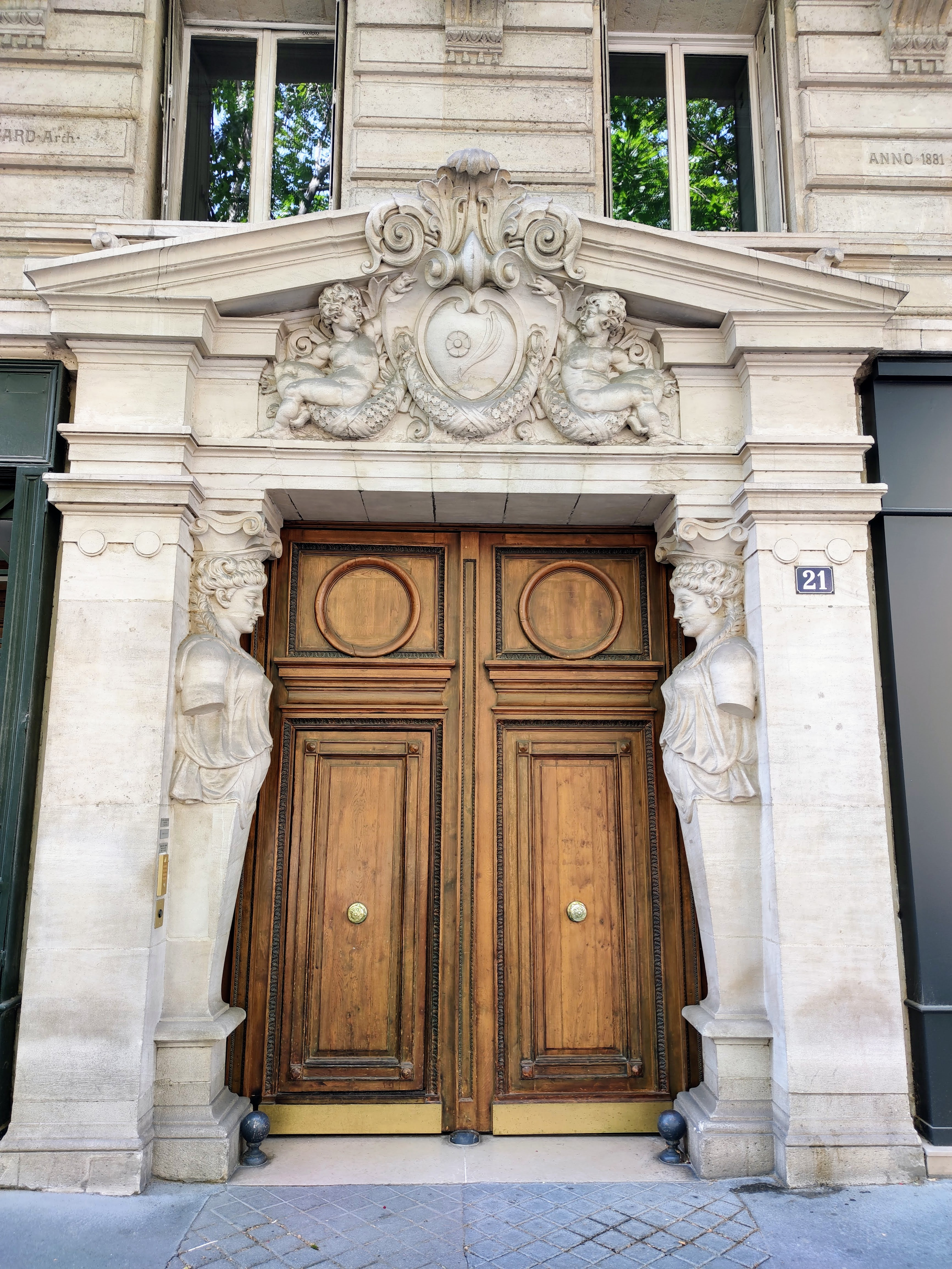
Haus Nr. 21
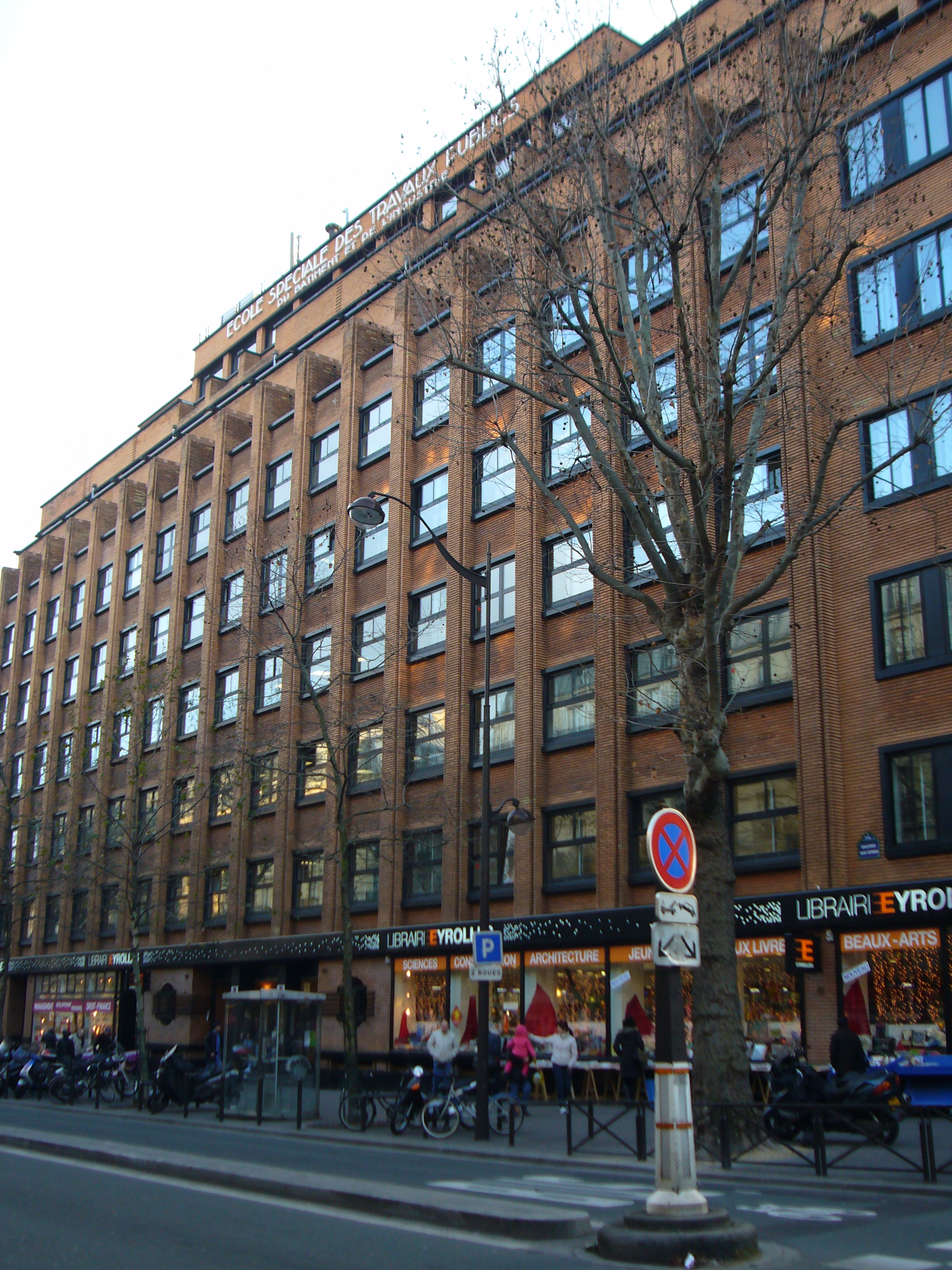
Haus Nr. 57
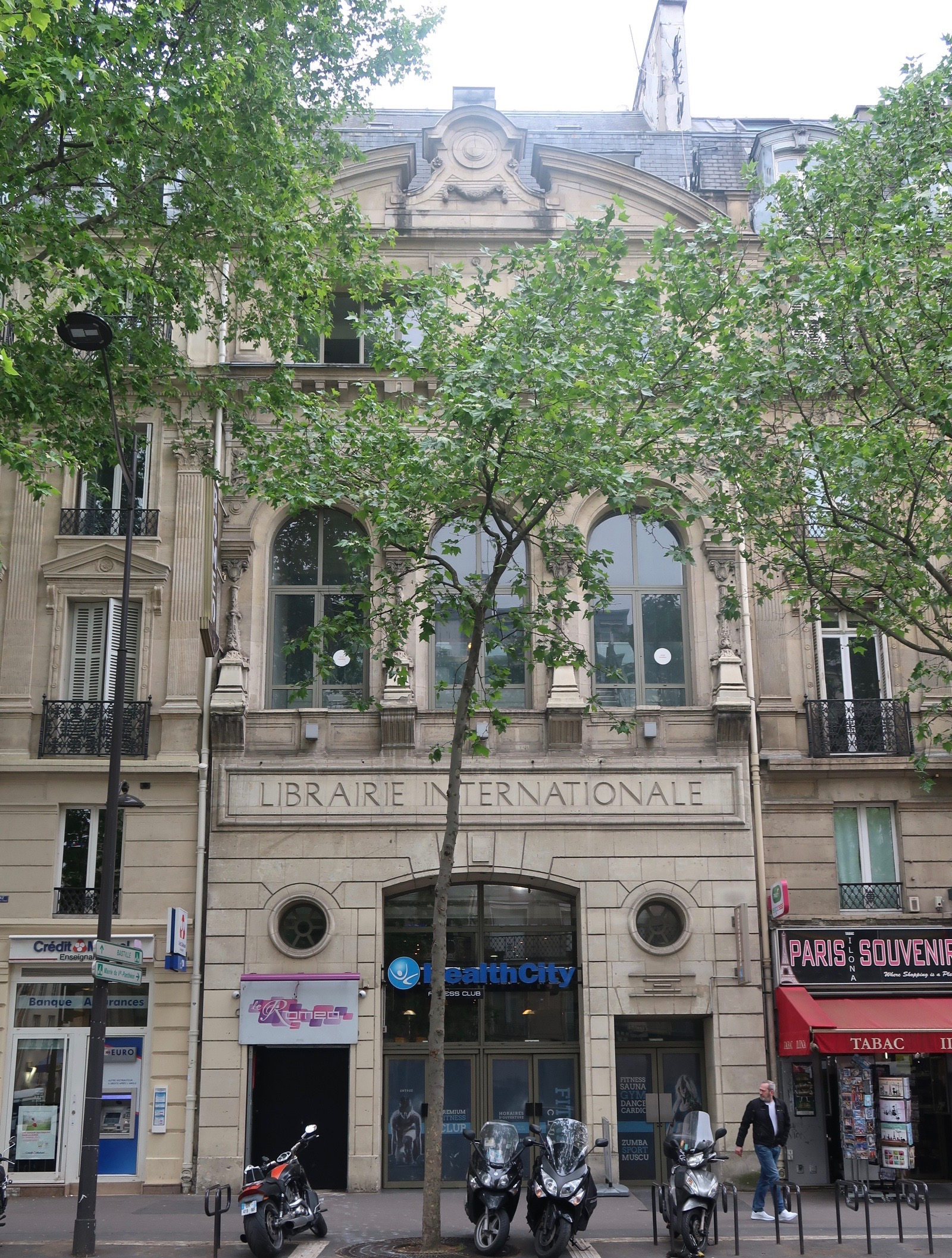
Haus Nr. 71, ehemalige Internationale Bibliothek
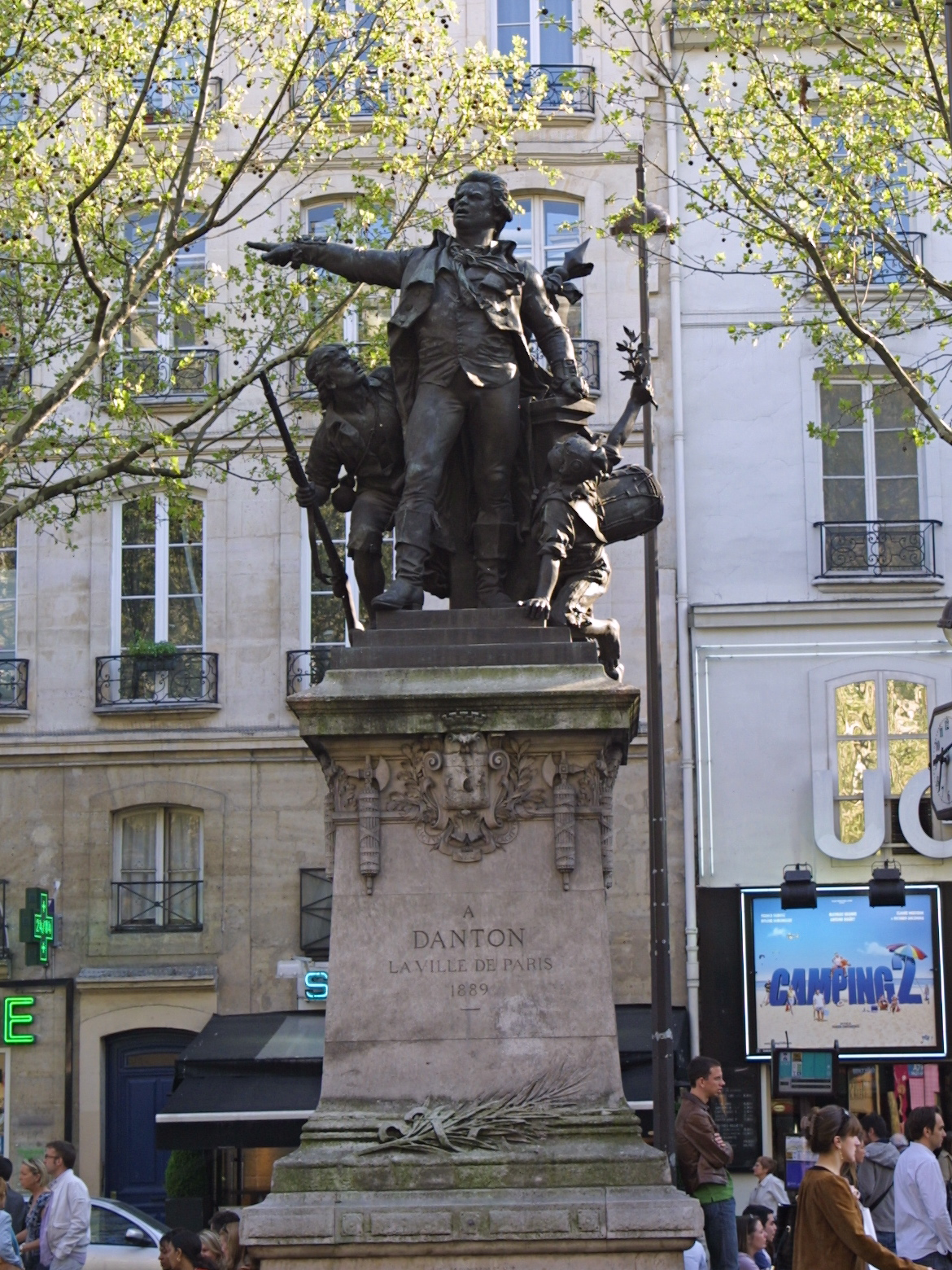
Vor Haus Nr. 97, Danton-Denkmal
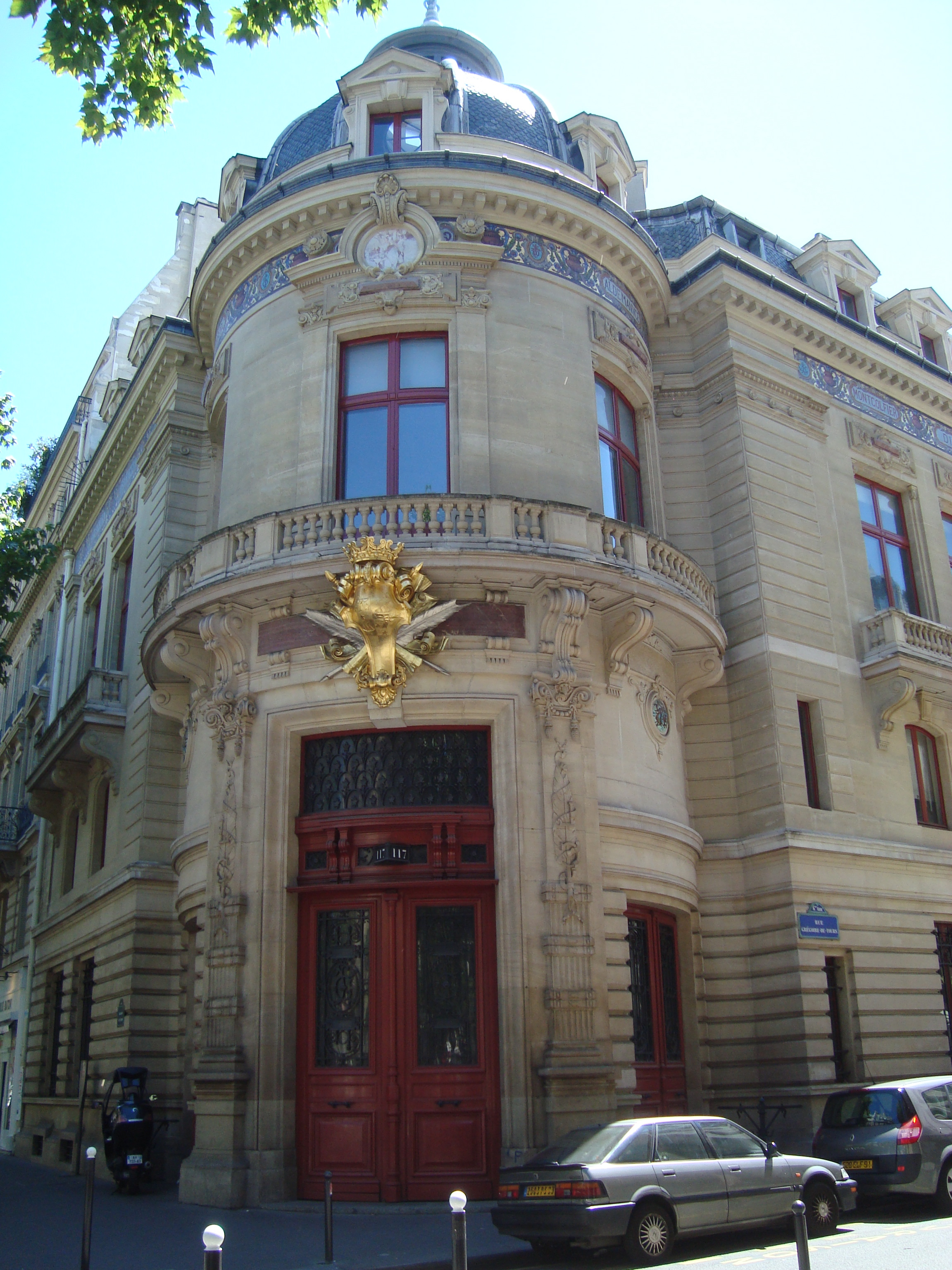
Haus Nr. 117, Cercle de la librairie

- Im Haus Nr. 126 lebte von 1946 bis 1979 der Schriftsteller Gilbert Cesbron.
- Haus Nr. 133: Eine Plakette am Ort des ehemaligen Gefängnisses Prison de l’Abbaye erinnert an die im Verlauf des Septembermassakers von 1792 dort ermordeten 326 Opfer.
- Haus Nr. 136: Der Anarchist Ravachol sprengte am 11. März 1892 das Haus teilweise in die Luft. Um 1930 kaufte eine jüdische Kaufmannsfamilie aus Rumänien das Haus, das die Tochter Yolande später erbte. Nachdem sie aus politischen Gründen zehn Jahre in Rumänien eingesperrt war, kehrte sie nach Paris zurück und zog in den 4. Stock des Hauses, vermietete die restlichen Wohnungen und richtete im Parterre mit ihrem Mann eine Boutique für Herrenkleidung ein. Er starb 1990 an Parkinson. Da sie keine Kinder hatte, vermachte sie ihr Erbe dem Kampf gegen diese Krankheit der Fondation de France, die die Stiftung Schutzman-Zisman gründete; dies ist der Name ihrer Eltern, wie eine Plakette über der Haustür verkündet.[7]
- Haus Nr. 142: Restaurant Vagenende, ehemaliges Bouillon von 1905. Vagenende war 1920 Eigentümer des Anwesens.
- Haus Nr. 145: Das Denkmal für den Schriftsteller Denis Diderot von Jean Gautherin (1886)[8] erinnert vor dem Haus Nr. 145 daran, dass dieser dort in der damaligen Rue Taranne wohnte.
- Haus Nr. 149: Hier befand sich von 1965 bis 1995 der von Marcel Bleustein-Blanchet eröffnete Drugstore Publicis Saint-Germain. Im September 1974 geriet der Drugstore in die internationalen Nachrichten, als ein Sprengstoff-Attentat auf die Lokalität verübt wurde, für das der Terrorist Ilich Ramírez Sánchez („Carlos“) verantwortlich war. Zwei Menschen kamen ums Leben, mehr als dreißig weitere wurden verletzt.
- Haus Nr. 151: Brasserie Lipp. Vor dem Lokal wurde am 29. Oktober 1965 der – wenig später ermordete – marokkanische Oppositionsführer Mehdi Ben Barka entführt; eine Tafel erinnert an den Vorfall.
- Haus Nr. 153: Dort lebte 1832 der polnische Historiker und Politiker Joachim Lelewel, eine Plakette erinnert daran.

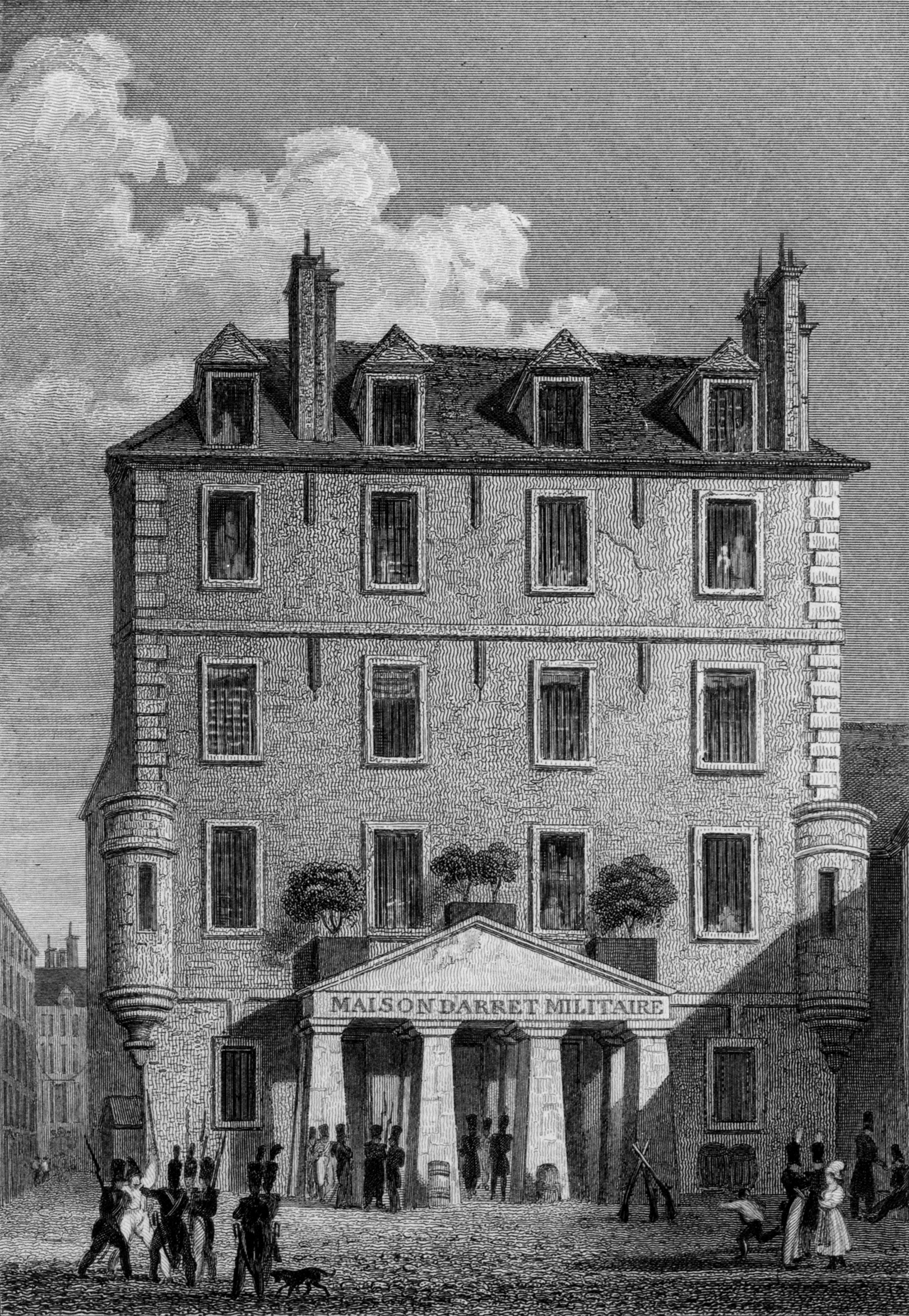
Ehemaliges Gefängnis Prison de l’Abbaye am Ort des heutigen Hauses Nr. 133
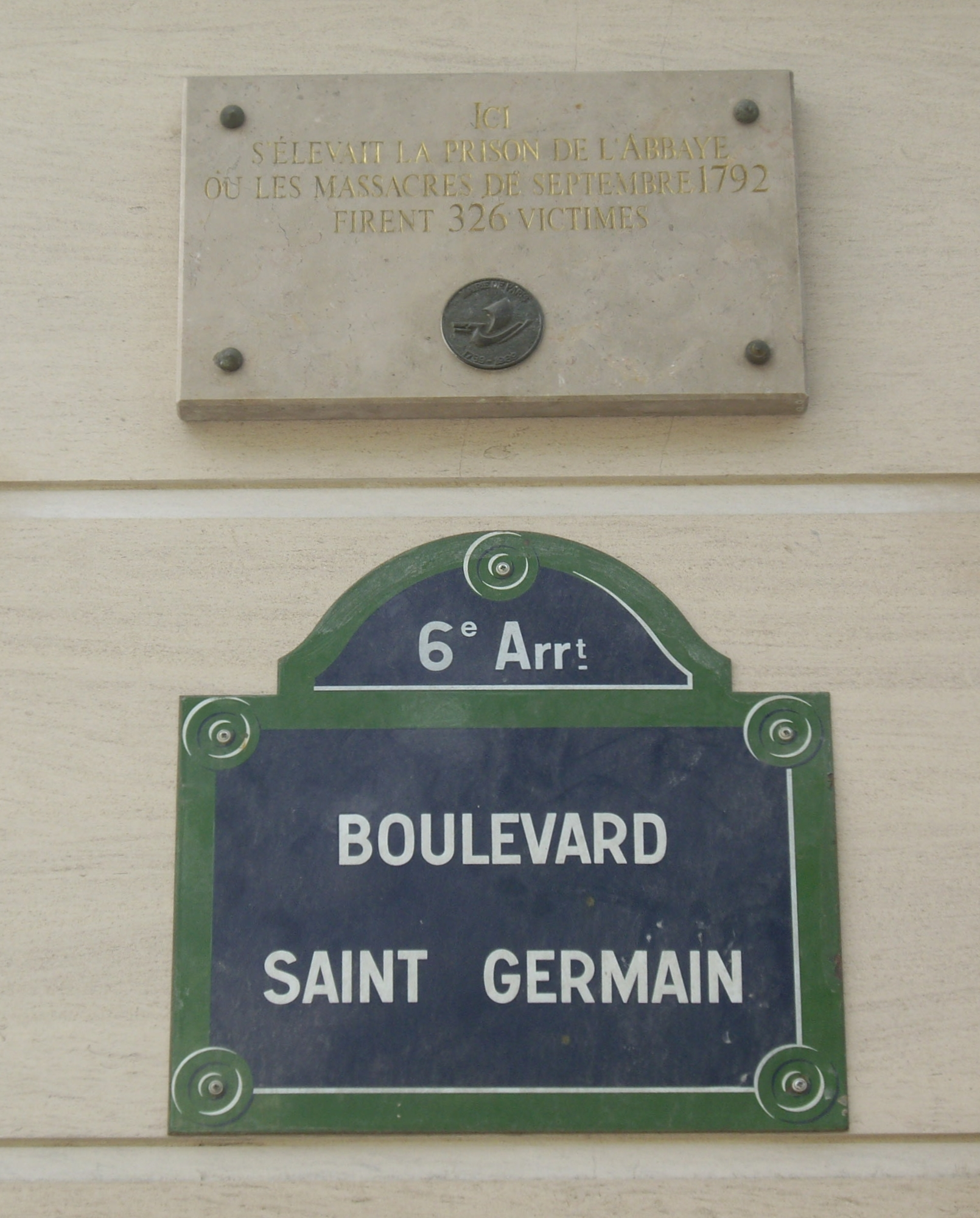
Plakette für die Opfer des Septembermassakers von 1792 am Haus Nr. 133
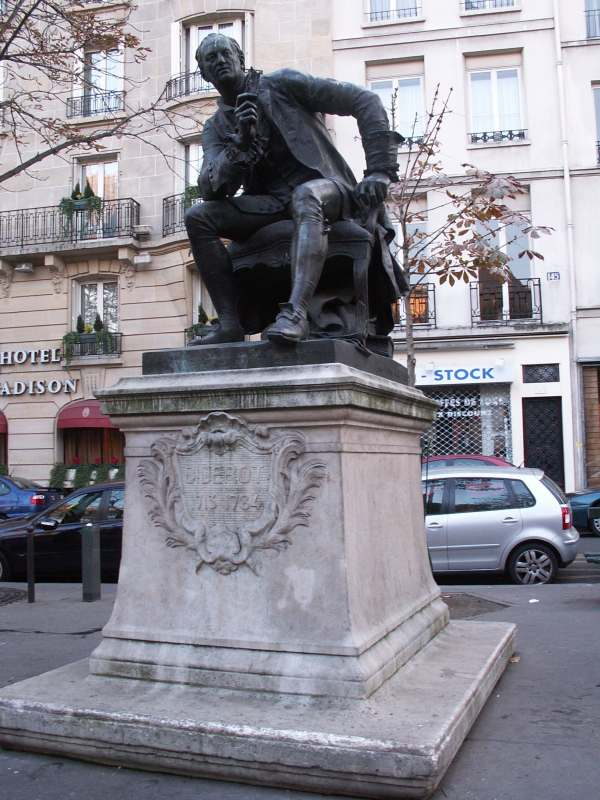
Diderot-Denkmal von Jean Gautherin vor dem Haus Nr. 145

- Im Haus Nr. 167 wohnte der Widerstandskämpfer François Faure, eine Plakette erinnert daran
- Haus Nr. 168bis: Der Square Félix-Desruelles entstand durch die Zerstörung der Häuser, die bis Mitte des 19. Jahrhunderts um die Abtei Saint-Germain-des-Prés standen. Es beherbergt das Monument à Bernard Palissy von Louis-Ernest Barrias (1883)[9] und, an der Wand des Nachbarhauses, eine Fassade in emailliertem Sandstein, die vom Architekten Charles-Auguste Risler und dem Bildhauer Jules Coutan erstellt wurde, um die Produkte der Manufacture royale de porcelaine de Sèvres anlässlich bei der Weltausstellung von 1900 in Paris zu illustrieren.
- Haus Nr. 172: Café de Flore, eines der berühmten literarischen Cafés von Paris, wo sich die Gewinner des Prix Goncourt und Poeten aller Epochen treffen und trafen.
- Haus Nr. 177: Wohnhaus des Politikers Édouard Frédéric-Dupont von 1908 bis zu seinem Tod 1995
- Von Januar 1913 bis zu seinem Tod am 9. November 1918 lebte im Haus Nr. 202 der Dichter und Schriftsteller Guillaume Apollinaire
- Haus Nr. 215: Collège des ingénieurs
- Der Luftfahrtpionier Louis Blériot starb am 1. August 1936 im Haus Nr. 288

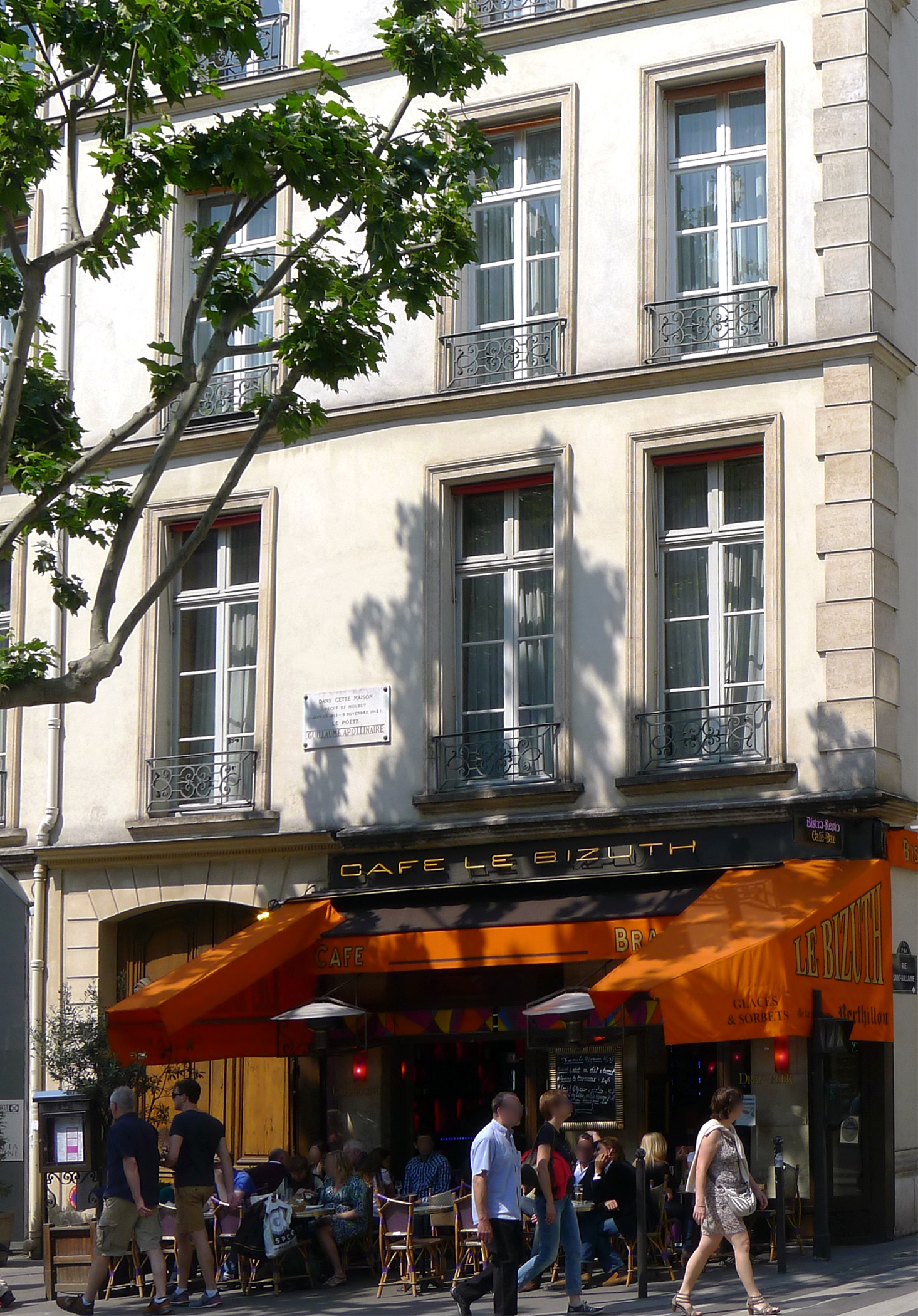
Wohnhaus des Dichters Guillaume Apollinaire
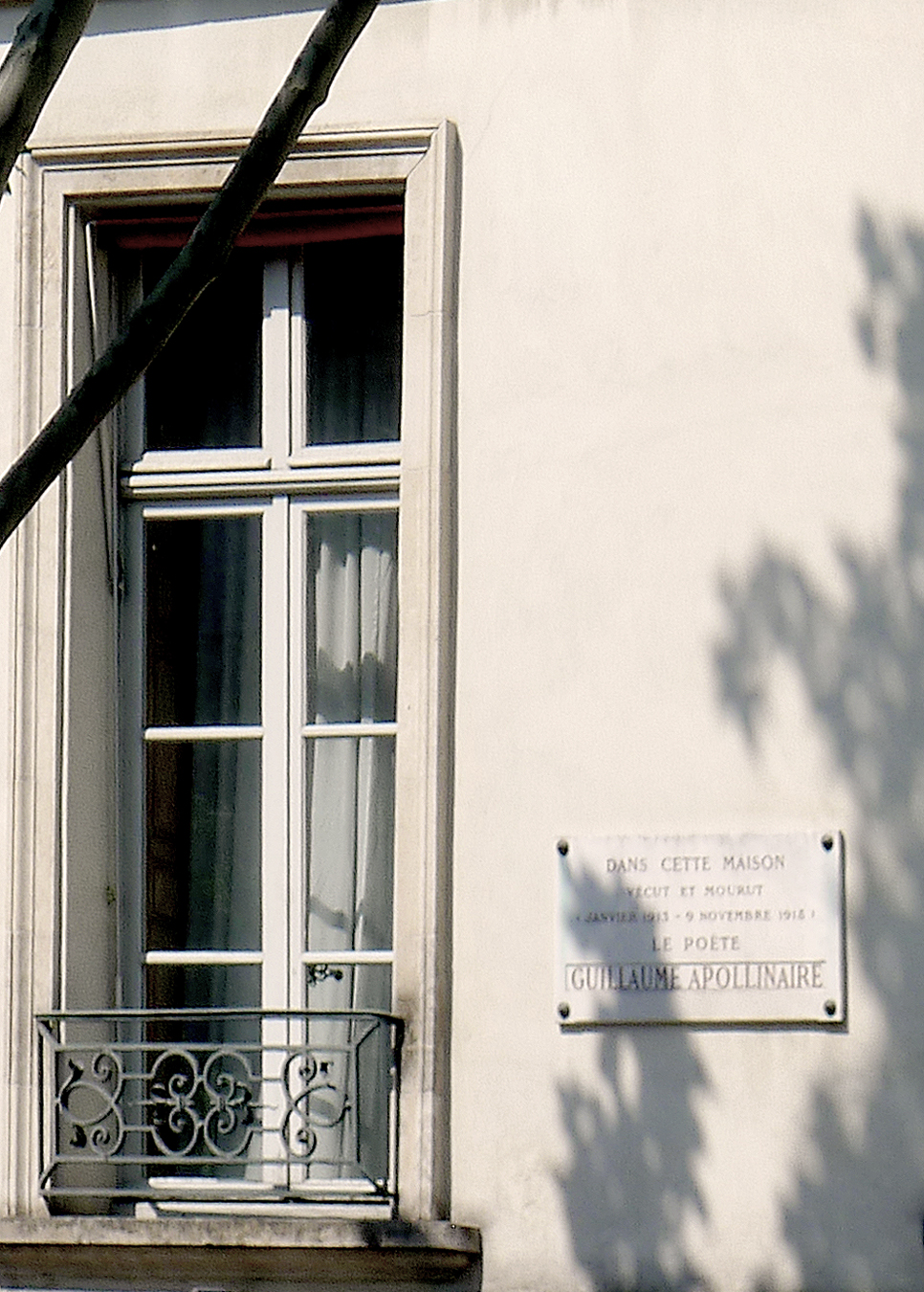
Gedenktafel für Guillaume Apollinaire
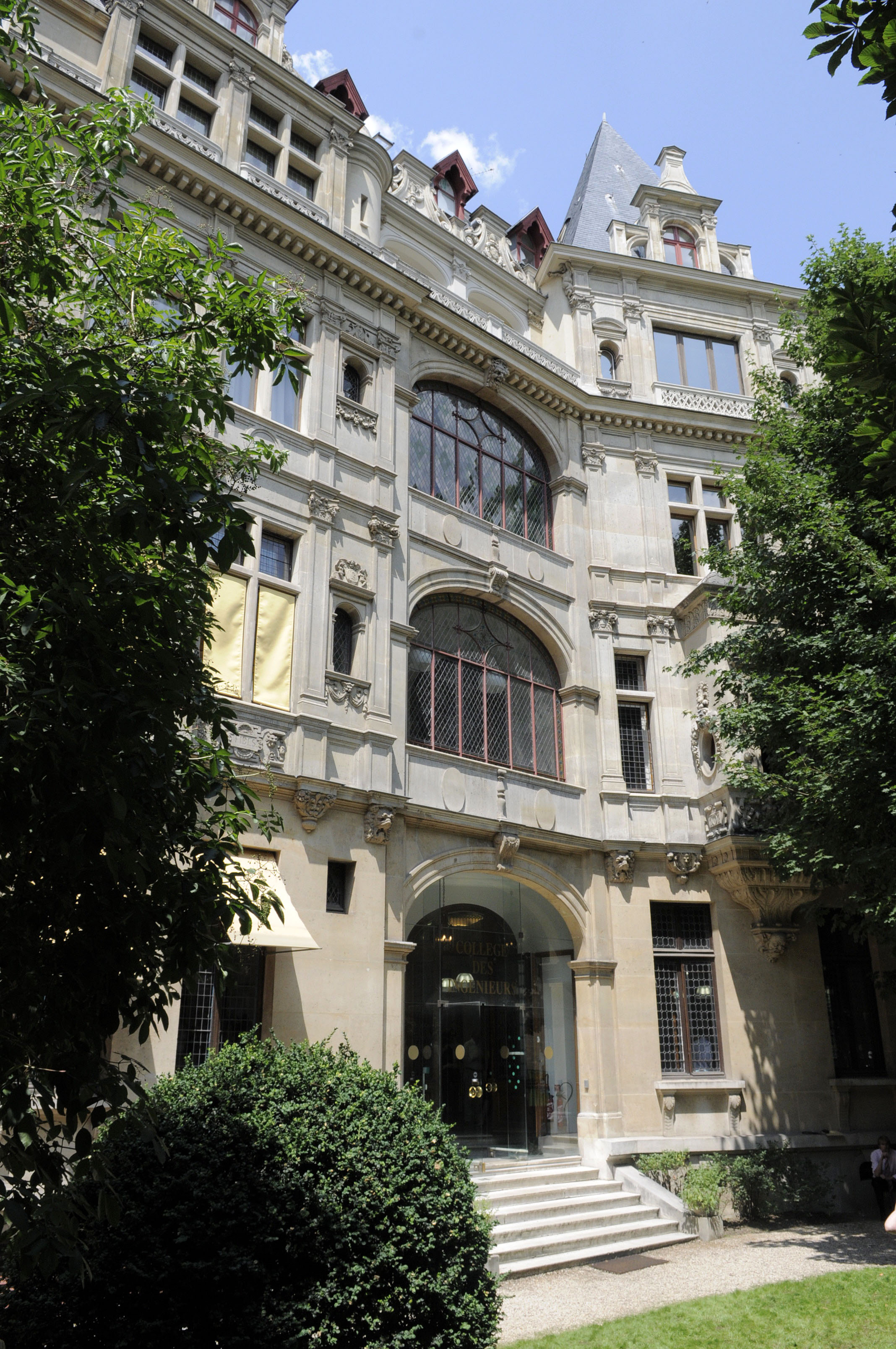
Collège des ingénieurs

Einige Erinnerungstafeln an Häusern der Straße
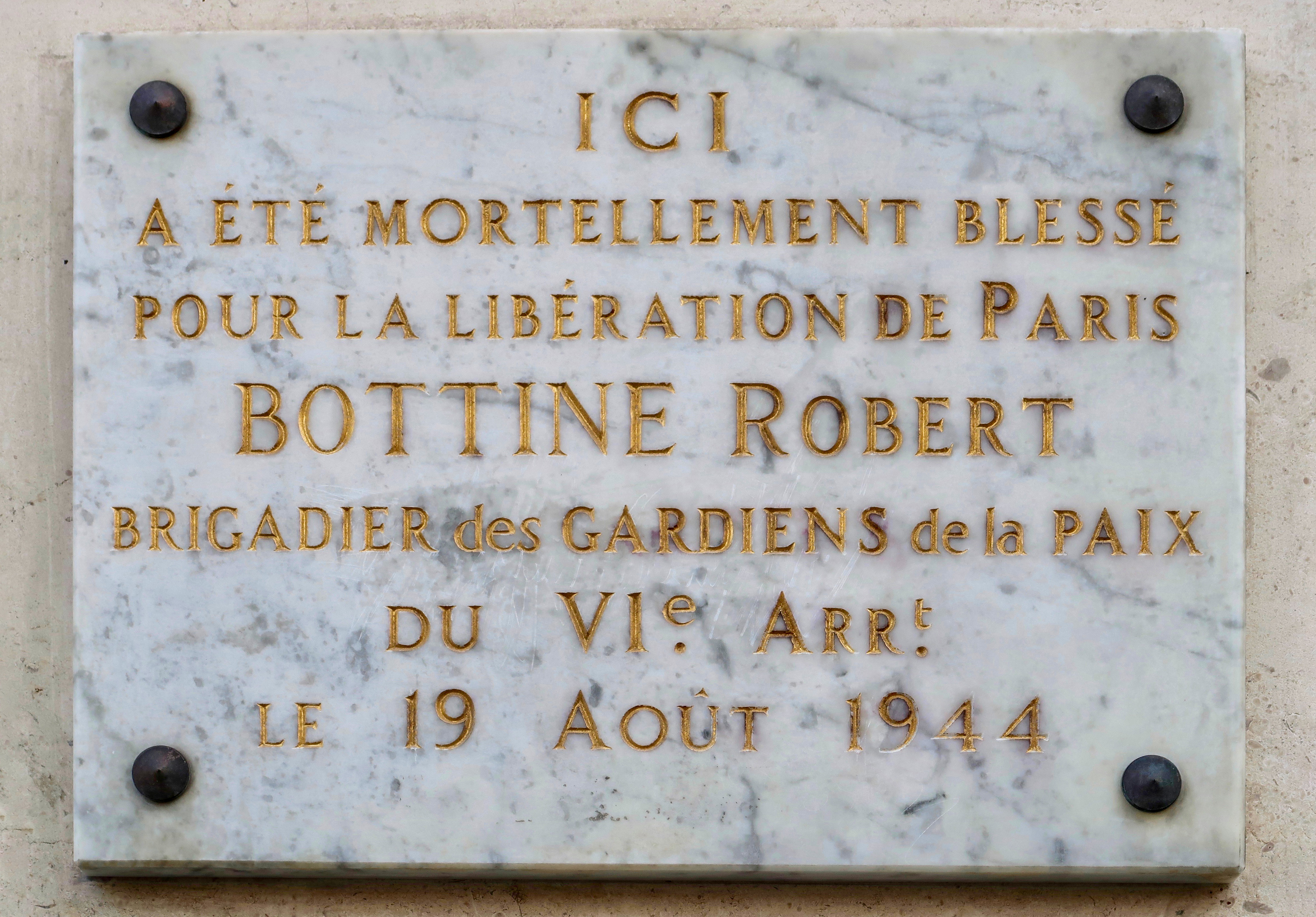
An der Kreuzung mit dem Boulevard Saint-Michel für den Widerstandskämpfer Robert Bottine
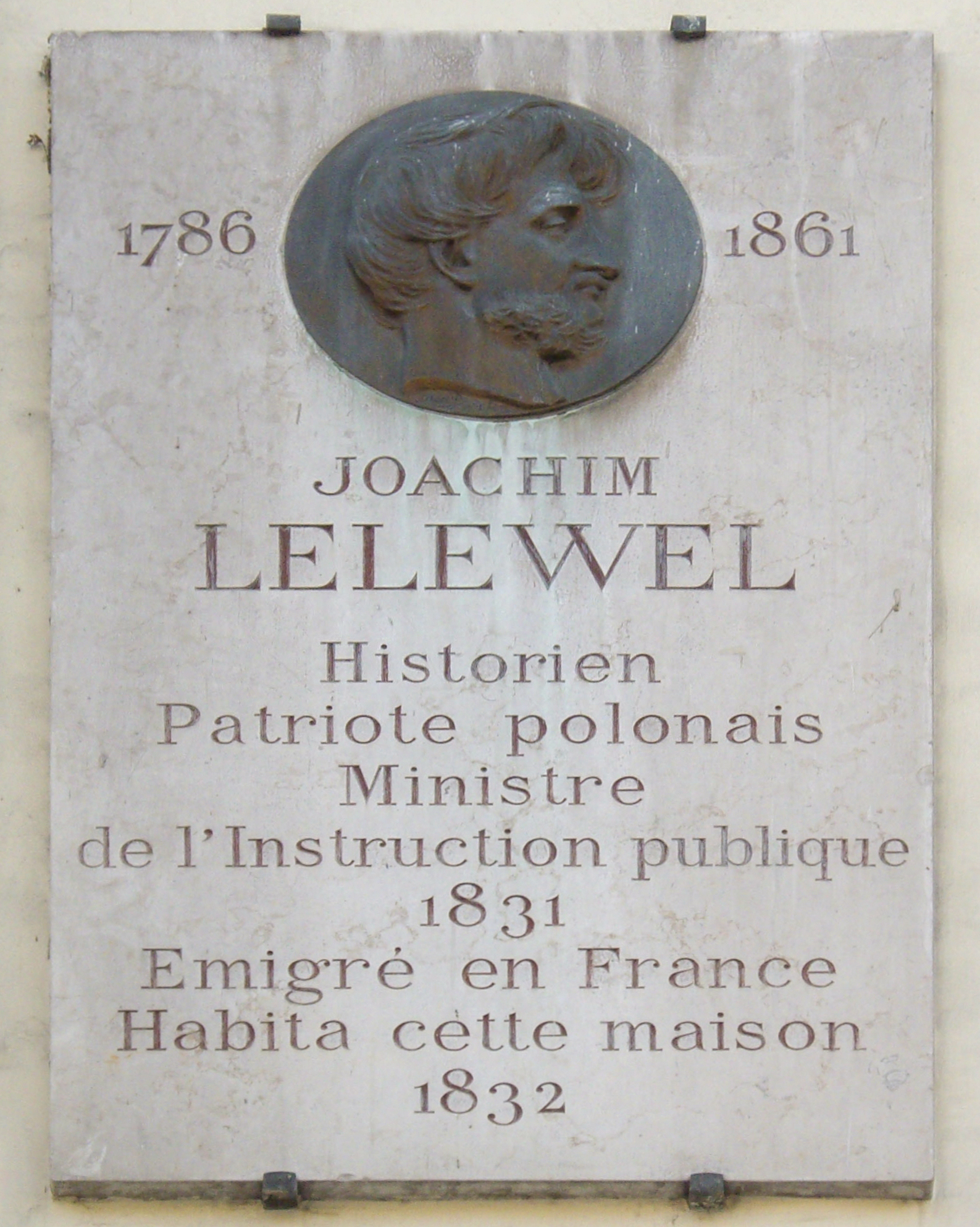
Am Haus Nr. 153 für den polnischen Freiheitskämpfer und Historiker Joachim Lelewel
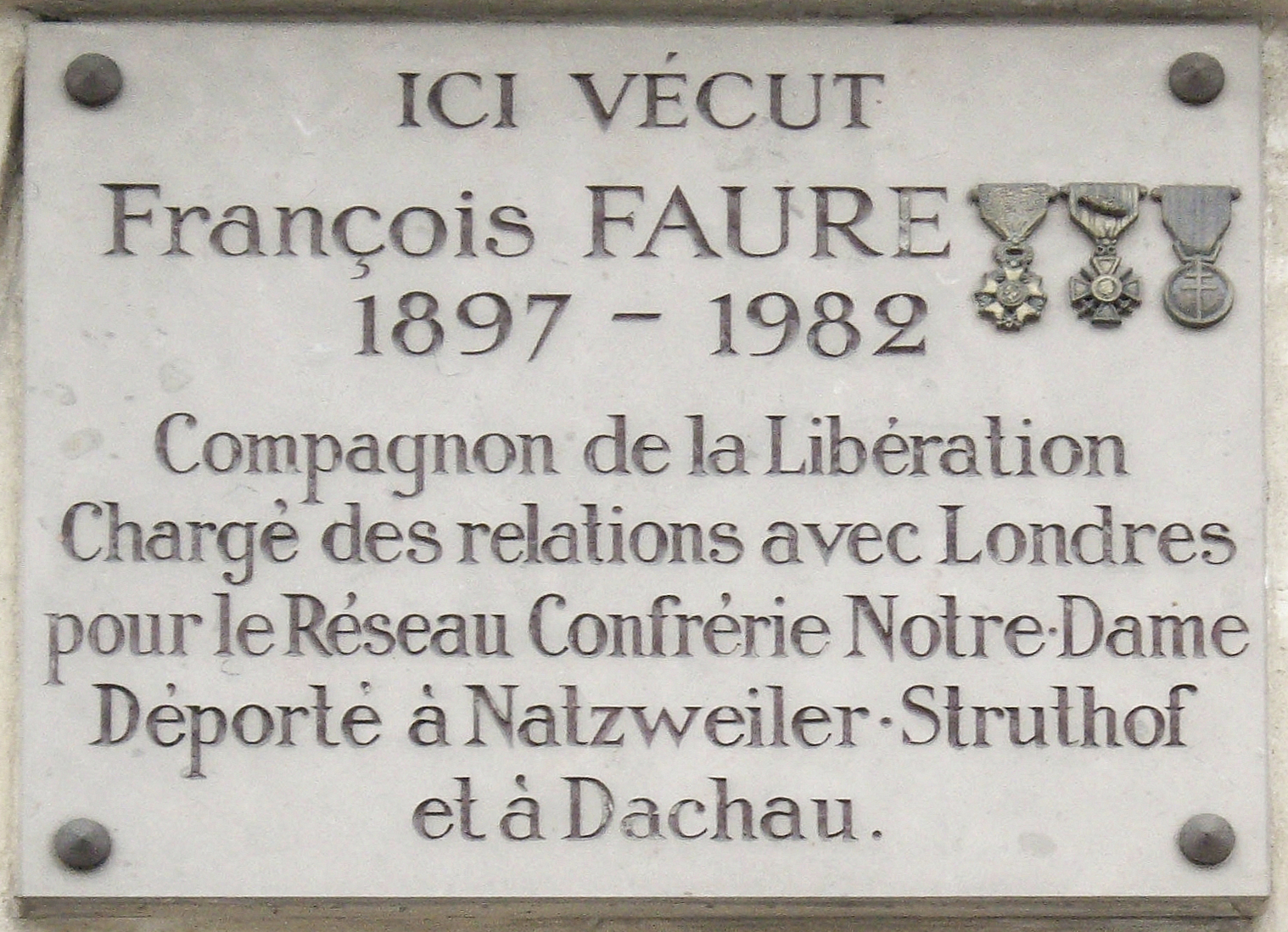
Haus Nr. 167: François Faure, Widerstandskämpfer
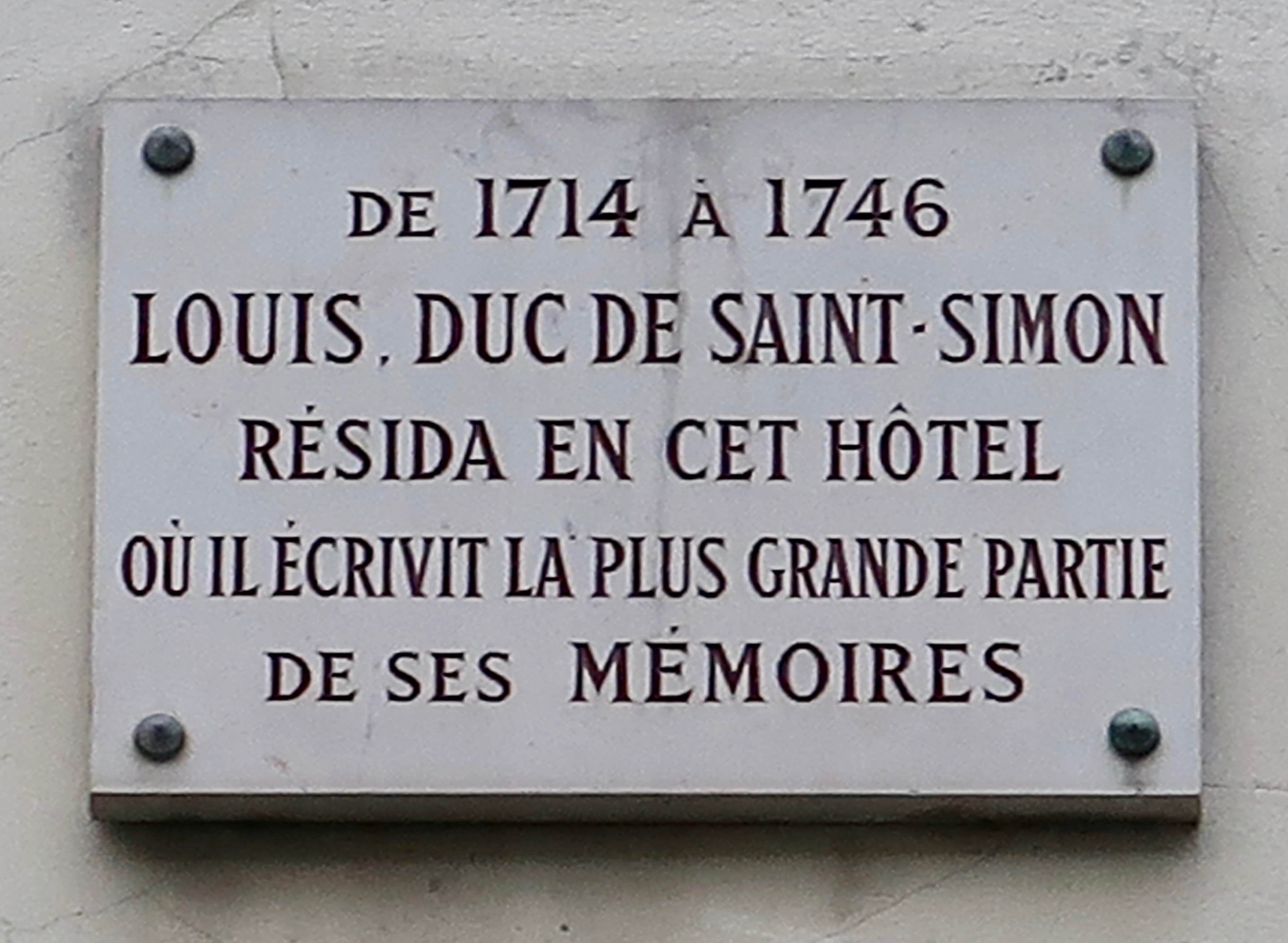
Der Schriftsteller Louis de Rouvroy lebte von 1714 bis 1746 im Haus Nr. 218
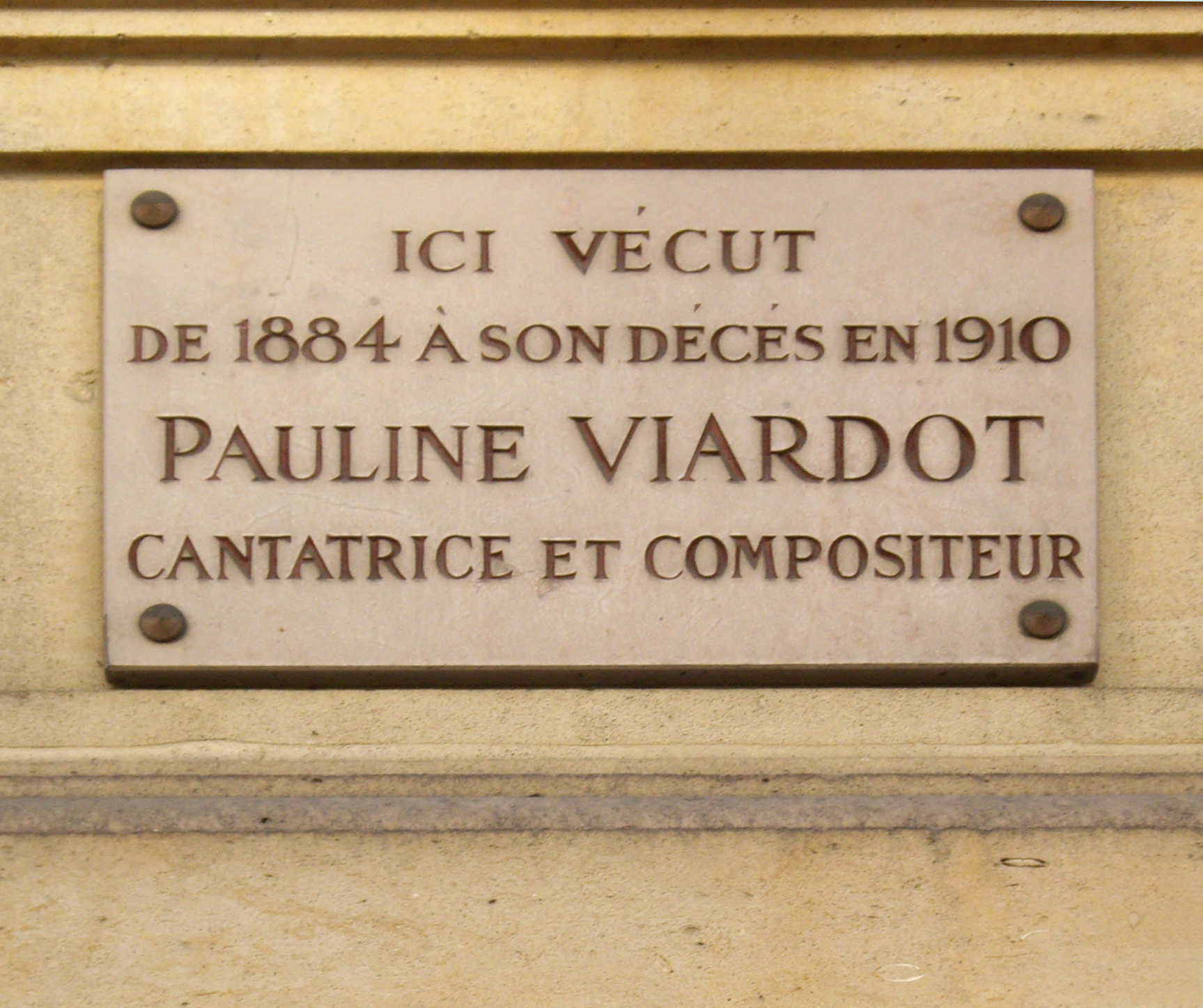
Haus Nr. 243: Pauline Viardot, Opernsängerin

## Sonstiges
Anna Gavaldas Erzählband Ich wünsche mir, dass irgendwo jemand auf mich wartet (1999) mit der hierin enthaltenen Erzählung „Kleine Praktiken aus Saint-German-des-Prés“ handelt von dem Flirt eines Paares, das sich auf dem Boulevard zufällig begegnet.